# Мерињак (Жиронда)
Мерињак (фр. Mérignac) град је у Француској у региону Аквитанија, у департману Жиронда.
По подацима из 2006. године број становника у месту је био 65.469.

## Географија

### Клима
| Клима (Мерињак)            | Клима (Мерињак) | Клима (Мерињак) | Клима (Мерињак) | Клима (Мерињак) | Клима (Мерињак) | Клима (Мерињак) | Клима (Мерињак) | Клима (Мерињак) | Клима (Мерињак) | Клима (Мерињак) | Клима (Мерињак) | Клима (Мерињак) | Клима (Мерињак) |
| Показатељ \ Месец          | .Јан.           | .Феб.           | .Мар.           | .Апр.           | .Мај.           | .Јун.           | .Јул.           | .Авг.           | .Сеп.           | .Окт.           | .Нов.           | .Дец.           | .Год.           |
| -------------------------- | --------------- | --------------- | --------------- | --------------- | --------------- | --------------- | --------------- | --------------- | --------------- | --------------- | --------------- | --------------- | --------------- |
| Средњи максимум, °C (°F)   | 10,1 (50,2)     | 11,7 (53,1)     | 15,1 (59,2)     | 17,3 (63,1)     | 21,2 (70,2)     | 24,5 (76,1)     | 26,9 (80,4)     | 27,1 (80,8)     | 24,0 (75,2)     | 19,4 (66,9)     | 13,7 (56,7)     | 10,5 (50,9)     | 18,5 (65,3)     |
| Просек, °C (°F)            | 6,6 (43,9)      | 7,5 (45,5)      | 11,3 (52,3)     | 12,4 (54,3)     | 16,1 (61)       | 19,3 (66,7)     | 21,4 (70,5)     | 21,4 (70,5)     | 18,5 (65,3)     | 14,9 (58,8)     | 9,9 (49,8)      | 7,2 (45)        | 13,8 (56,8)     |
| Средњи минимум, °C (°F)    | 3,1 (37,6)      | 3,3 (37,9)      | 5,4 (41,7)      | 7,4 (45,3)      | 11,0 (51,8)     | 14,1 (57,4)     | 15,8 (60,4)     | 15,7 (60,3)     | 12,9 (55,2)     | 10,4 (50,7)     | 6,1 (43)        | 3,8 (38,8)      | 9,1 (48,4)      |
| Количина падавина, mm (in) | 87,3 (34,37)    | 71,7 (28,23)    | 65,3 (25,71)    | 78,2 (30,79)    | 80,0 (31,5)     | 62,2 (24,49)    | 49,9 (19,65)    | 56,0 (22,05)    | 84,3 (33,19)    | 93,3 (36,73)    | 110,2 (43,39)   | 105,7 (41,61)   | 944,1 (371,69)  |
| [ тражи се извор ]         |                 |                 |                 |                 |                 |                 |                 |                 |                 |                 |                 |                 |                 |

## Демографија
| 1962.  | 1968.  | 1975.  | 1982.  | 1990.  | 1999.  | 2006.  | 2011.  |
| ------ | ------ | ------ | ------ | ------ | ------ | ------ | ------ |
| 32.355 | 45.951 | 50.652 | 51.306 | 57.273 | 61.992 | 65.469 | 65.882 |

## Партнерски градови
- Виланова и Ђелтру
- Matosinhos
- Kaolack